# Paulinho Ferreira
Paulinho Ferreira, właśc. Paulo Ferreira de Camargo Filho (ur. 14 stycznia 1940 w Piracicabie) – piłkarz brazylijski, występujący na pozycji napastnika.

## Kariera klubowa
Piłkarską karierę Paulinho Ferreira rozpoczął w XV de Piracicaba w 1957 roku. Zdolnego piłkarza szybko zauważyli skauci SE Palmeiras i w 1958 roku przeszedł do klubu z São Paulo. Z Palmeiras zdobył mistrzostwo stanu São Paulo – Campeonato Paulista w 1963 roku. W latach sześćdziesiątych występował jeszcze w klubach Prudentina Presidente Prudente (1963–1964) i Ferroviária Araraquara (1964–1966). Później wyjechał do Wenezueli, gdzie grał w klubach Lara FC i Deportivo Italia Caracas. Z Deportivo Italia, gdzie zakończył karierę w 1973 roku, zdobył mistrzostwo Wenezueli 1973.

## Kariera reprezentacyjna
W 1960 roku Paulinho Ferreira uczestniczył w Igrzyskach Olimpijskich w Rzymie. Na turnieju Paulinho Ferreira wystąpił we wszystkich trzech meczach grupowych reprezentacji Brazylii z Wielką Brytanią, Chińskim Tajpej i Włochami.